# Rasavci (Republika Serbska)
Rasavci (cyr. Расавци) – wieś w Bośni i Hercegowinie, w Republice Serbskiej, w mieście Prijedor. W 2013 roku liczyła 784 mieszkańców.